# Doto fragilis
Doto fragilis (Forbes, 1838) è un mollusco nudibranchio della famiglia Dotidae.

## Descrizione
Raggiunge i 3,4 cm. Vive fino a 200 m di profondità.